# アラビア語スーダン方言
アラビア語スーダン方言は、アラビア語の口語（アーンミーヤ）のひとつでスーダン国内全体で話されている。スーダンにいるいくつかの部族ではいまだにサウジアラビアのものと同様のアクセントで話されている。

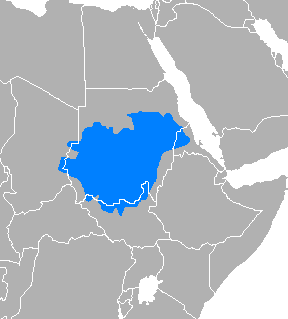

## 歴史
1888年に英国の王立人類学誌は、スーダンにおけるアラビア語が「純粋であり古風なアラビア語」であると主張した。特定の文字の発音がシリア方言に似ていて、エジプト方言とは異なっていた。

## 参照
1. ↑  Sudanese Arabic reference at Ethnologue (16th ed., 2009)
2. ↑  Royal Anthropological Institute of Great Britain and Ireland, JSTOR (Organization) (1888). Journal of the Royal Anthropological Institute of Great Britain and Ireland, Volume 17. p. 11 2011年5月8日閲覧。